# فهد الهاجری
فهد الهاجری (انگلیسی: Fahad Al Hajeri؛ زادهٔ ۱۰ نوامبر ۱۹۹۱) بازیکن فوتبال اهل کویت است.
از باشگاه‌هایی که در آن بازی کرده‌است می‌توان به باشگاه ورزشی السالمیه کویت، باشگاه ورزشی التضامن کویت، و باشگاه ورزشی الکویت اشاره کرد.
وی همچنین در تیم ملی فوتبال کویت بازی کرده‌است.